# Anaclileia beshovskii
Anaclileia beshovskii är en tvåvingeart som beskrevs av Bechev 1990. Anaclileia beshovskii ingår i släktet Anaclileia och familjen svampmyggor.
Artens utbredningsområde är Bulgarien. Inga underarter finns listade i Catalogue of Life.